# Zwierzyniec
Zwierzyniec este un oraș în Polonia.